# Leptothrips gurdus
Leptothrips gurdus är en insektsart som beskrevs av Johansen 1987. Leptothrips gurdus ingår i släktet Leptothrips och familjen rörtripsar. Inga underarter finns listade i Catalogue of Life.